# Vato Gonzalez
Vato Gonzalez (Spijkenisse, 6 juni 1983), artiestennaam van Björn Franken, is een Nederlands diskjockey en muziekproducent. Gonzalez is gelabeld bij Ministry of Sound. Gonzalez is de bedenker van het concept en label "Dirty House", waarbij men zich meer op de dansbaarheid dan de kwaliteit richt.

## Discografie

### Singles[3]
| Single(s) met hitnoteringen in de Single Top 100 | Datum van verschijnen | Datum van binnenkomst | Hoogste positie | Aantal weken |
| ------------------------------------------------ | --------------------- | --------------------- | --------------- | ------------ |
| Take This Higher                                 | 2010                  | -                     |                 |              |
| Badman Riddim (Jump)                             | 2011                  | 30/07/2011            | 74              | 7            |
| "Not a Saint"                                    | 2013                  | —                     | 20              | 22           |
| "$100 Infinite Kung Fu Vixens"                   |                       |                       |                 |              |
| "Sushi Riddim"                                   |                       |                       |                 |              |
| "Triplets Riddim"                                |                       |                       |                 |              |
| "Volfied Riddim"                                 |                       |                       |                 |              |
| "Bio Riddim"                                     |                       |                       |                 |              |
| "B52 Riddim"                                     |                       |                       |                 |              |
| "Monkey Riddim"                                  |                       |                       |                 |              |
| "Violet Nights"                                  |                       |                       |                 |              |
| "Push Riddim" 2016                               |                       |                       |                 |              |
| "2 Step"                                         |                       |                       |                 |              |
| "Hyper Riddim"                                   |                       |                       |                 |              |
| "Sonic Boom"                                     |                       |                       |                 |              |
| "Bassline Riddim"                                |                       |                       |                 |              |
| "X-Ray Vision"                                   |                       |                       |                 |              |
| "Bump & Grind (Bassline Riddim)"                 |                       |                       |                 |              |